# Anolis fasciatus
Anolis fasciatus este o specie de șopârle din genul Anolis, familia Polychrotidae, descrisă de Boulenger 1885. Conform Catalogue of Life specia Anolis fasciatus nu are subspecii cunoscute.